# Kyle McCarley
Kyle McCarley es un actor de doblaje estadounidense conocido por su trabajo en videojuegos y anime. En el anime, es conocido como la voz de Shigeo Kageyama de Mob Psycho 100, Mikazuki Augus de Mobile Suit Gundam: Iron-Blooded Orphans, Shinji Mato de Fate / stay night: Unlimited Blade Works y Fate/stay night: Heaven's Feel, Ryota Watari de Your Lie in April, Killy de Blame, Narancia Ghirga de JoJo's Bizarre Adventure: Vento Aureo, Joe Shimamura de Cyborg 009: Call of Justice y Helbram de The Seven Deadly Sins. En los videojuegos, es conocido por sus actuaciones como personajes principales de 9S deNier: Automata, Zeroken de Disgaea 5, Alm en Fire Emblem Echoes: Shadows of Valentia, Gatekeeper en Fire Emblem: Three Houses, Harry Potter en Harry Potter: Wizards Unite y el papel cómico de Doi en Hi Score Girl.

## Vida personal
McCarley está casado con Katelyn Gault, quien es una actriz de doblaje que hizo su debut en Little Witch Academia.

## Controversia
En septiembre de 2022, Crunchyroll no renovó el contrato de McCarley para dar voz a Shigeo Kageyama, el protagonista de Mob Psycho 100. McCarley, quien es miembro de SAG-AFTRA, se ofreció a trabajar en un contrato no sindicalizado para la tercera temporada, con la condición de que Crunchyroll se reúna con representantes de SAG-AFTRA para discutir posibles contratos futuros. Crunchyroll rechazó la oferta, lo que generó críticas de los fanáticos del anime y los medios de comunicación.

## Filmografía

### Animación
| Year         | Title              | Role             | Notes                                       | Source |
| ------------ | ------------------ | ---------------- | ------------------------------------------- | ------ |
| 2020–present | Infinity Train     | Simon Laurent    | 12 episodes                                 |        |
| 2020–present | Lego Monkie Kid    | Red Son          | Season 1                                    |        |
| 2021         | Star Wars: Visions | Imperial Officer | Short film Lop & Ochō: English language dub | [ 7 ]  |

### Videojuegos
| Year | Title                       | Role                       | Notes | Source |
| ---- | --------------------------- | -------------------------- | ----- | ------ |
| 2012 | Bucketz                     | Red / Pox / Highly Evolved |       |        |
| 2017 | Club Penguin Island         | Rookie                     |       | Tuit   |
| 2019 | Harry Potter: Wizards Unite | Harry Potter               |       | Tuit   |

### Anime
| Year                | Title                                        | Role                         | Notes                   | Source |
| ------------------- | -------------------------------------------- | ---------------------------- | ----------------------- | ------ |
| 2015–16             | Durarara x2                                  | Aoba Kuronuma                |                         | [ 9 ]  |
| 2015                | Fate Stay Night: Unlimited Blade Works       | Shinji Mato                  | TV series               | [ 10 ] |
| 2015–16             | Aldnoah.Zero                                 | Kisaki Matsuribi             |                         | [ 11 ] |
| 2015                | The Seven Deadly Sins                        | Helbram                      |                         | [ 12 ] |
| 2015                | Charlotte                                    | Saito                        |                         |        |
| 2016                | Your Lie in April                            | Ryōta Watari                 |                         | [ 13 ] |
| 2016                | Cyborg 009 VS Devilman                       | Edward Adams                 |                         | [ 14 ] |
| 2016                | Ajin: Demi-Human                             | Ikuya Ogura                  | 2 seasons               | [ 15 ] |
| 2016–18             | Mobile Suit Gundam: Iron-Blooded Orphans     | Mikazuki Augus               | 2 seasons               | [ 16 ] |
| 2016–17             | Mob Psycho 100                               | Shigeo Kageyama              |                         | [ 17 ] |
| 2016–17             | The Asterisk War                             | Silas Norman                 |                         | [ 18 ] |
| 2016–17             | Kuromukuro                                   | Naoki Takekuma               |                         |        |
| 2017                | Little Witch Academia                        | Louis Blackwell              |                         |        |
| 2017                | JoJo's Bizarre Adventure                     | Mark                         |                         |        |
| 2017                | Berserk                                      | Judeau                       |                         | [ 19 ] |
| 2018                | Devilman Crybaby                             | Ryo Asuka                    |                         | [ 6 ]  |
| 2018                | Violet Evergarden                            | Claudia Hodgins              |                         | [ 20 ] |
| 2018                | Skip Beat                                    | Hikaru Ishibashi             |                         | [ 21 ] |
| 2018                | Beyblade Burst Turbo                         | Suoh Genji                   |                         |        |
| 2018                | Granblue Fantasy The Animation               | Gran                         |                         | [ 22 ] |
| 2018                | Fate/Extra: Last Encore                      | Shinji Matou                 |                         |        |
| 2018                | Katsugeki/Touken Ranbu                       | Higekiri                     |                         | [ 23 ] |
| 2018 de marzo de 26 | Mr. Osomatsu                                 | Ichimatsu Matsuno            |                         | [ 24 ] |
| 2018                | Gundam Build Divers                          | Koichi Nanase / KO-1         |                         |        |
| 2018–19             | Naruto: Shippuden                            | Iruka Umino                  | Replacing Quinton Flynn |        |
| 2018–present        | Boruto: Naruto Next Generations              | Iruka Umino                  |                         |        |
| 2019                | Hunter x Hunter                              | Pariston Hill                |                         |        |
| 2019                | Inazuma Eleven: Ares                         | Asuto Inamori / Sonny Wright |                         |        |
| 2019                | Ingress: The Animation                       | Makoto Midorikawa            |                         |        |
| 2019                | The Disastrous Life of Saiki K. - Reawakened | Kusuo Saiki                  |                         |        |
| 2019                | Carole & Tuesday                             | Tao                          |                         | [ 25 ] |
| 2019–2020           | JoJo's Bizarre Adventure: Golden Wind        | Narancia Ghirga              |                         | [ 26 ] |
| 2019–2020           | Demon Slayer: Kimetsu no Yaiba               | Yushiro                      |                         | [ 27 ] |
| 2019                | Teasing Master Takagi-san                    | Takao                        | Season 2                | [ 28 ] |
| 2020                | Beastars                                     | Tem, Kolo                    |                         | [ 29 ] |
| 2020                | Drifting Dragons                             | Lee                          |                         |        |
| 2020                | BNA: Brand New Animal                        | Masaru Kusakabe              |                         |        |
| 2020                | Baki                                         | Shibukawa                    | Netflix ONA             |        |
| 2020                | Re:Zero − Starting Life in Another World     | Regulus Corneas              | Season 2                |        |
| 2020                | The Idhun Chronicles                         | Kopt                         | Netflix dub             |        |

### Películas
| Year                  | Title                                             | Role           | Notes                      | Source |
| --------------------- | ------------------------------------------------- | -------------- | -------------------------- | ------ |
| 2017                  | Blame                                             | Killy          |                            | [ 30 ] |
| 2017                  | Cyborg 009: Call of Justice                       | Joe Shimamura  |                            | [ 31 ] |
| 2017 de febrero de 18 | Gantz: O                                          | Joichiro Nishi |                            |        |
| 2018                  | Birdboy: The Forgotten Children                   | Young Police   |                            |        |
| 2018                  | Fate/stay night: Heaven's Feel I. presage flower  | Shinji Matou   |                            |        |
| 2019                  | Fate/stay night: Heaven's Feel II. lost butterfly | Shinji Matou   |                            |        |
| 2019                  | I Want to Eat Your Pancreas                       | Takahiro       | Limited theatrical release | [ 32 ] |
| 2020                  | Ni no Kuni                                        | Handy          |                            |        |

### Series de acción real
| Year | Title      | Country     | Dubbed from | Role              | Original actor    | Source |
| ---- | ---------- | ----------- | ----------- | ----------------- | ----------------- | ------ |
| 2016 | The Break  | Belgium     | French      | Sébastian Drummer | Guillaume Kerbush | [ 33 ] |
| 2019 | Love Alarm | South Korea | Korean      | Hwang Sun-oh      | Song Kang         | [ 34 ] |

### Videojuegos
| Year                     | Title                                   | Role                         | Notes | Source        |
| ------------------------ | --------------------------------------- | ---------------------------- | ----- | ------------- |
| 2015                     | Disgaea 5                               | Zeroken                      |       | Resume        |
| 2017                     | Fire Emblem Heroes                      | Alm, Soren, Gatekeeper       |       | [ 36 ] [ 37 ] |
| 2017                     | Nier: Automata                          | YoRHa No.9 Type S (9S)       |       |               |
| 2017                     | Fire Emblem Echoes: Shadows of Valentia | Alm                          |       | Tuit          |
| 2017                     | Summon Night 6: Lost Borders            | Seilong                      |       | [ 38 ]        |
| 2018                     | BlazBlue: Cross Tag Battle              | Hyde Kido                    |       | Tuit          |
| 2018 de junio de 8       | Sushi Striker: The Way of Sushido       | Kojiro                       |       |               |
| 2019 de agosto de 30     | Astral Chain                            | Harold 'Hal' Clark           |       | [ 39 ]        |
| 2019                     | Fire Emblem: Three Houses               | Gatekeeper                   |       | Tuit          |
| 2019 de noviembre de 19  | Shenmue III                             | Lan Di                       |       | Credits       |
| 2019 de septiembre de 1  | Gyee                                    | Turing                       |       | Credits       |
| 2020 de febrero de 6     | Granblue Fantasy Versus                 | Gran                         |       | [ 42 ]        |
| 2020                     | 13 Sentinels: Aegis Rim                 | Ei Sekigahara                |       | Tuit          |
| 2021                     | Nier Replicant ver.1.22474487139...     | Administrator Boy (Ending E) |       | [ 44 ]        |
| 2021                     | Scarlet Nexus                           | Wataru Frazer                |       |               |
| 2021                     | Cookie Run: Kingdom                     | Wizard Cookie                |       |               |
| 2021 de septiembre de 10 | Tales of Arise                          | Ganabelt Valkyris            |       |               |